# Mario Tennis
Mario Tennis es un videojuego de la serie Mario, lanzado en el año 2000 para la consola Nintendo 64. En él, todos los personajes juegan tenis. En este videojuego aparece por primera vez Waluigi. Es el segundo videojuego de la saga.
El juego ha tenido dos relanzamientos para el servicio de Consola Virtual de Nintendo, lanzándose en el 2010 para la Wii y en el 2015 para la Wii U. Esta última versión está disponible para descarga en Norteamérica y Europa de forma inmediata; en esta última región el juego se estrenó través de una promoción con la compra del penúltimo juego de la saga, Mario Tennis: Ultra Smash.El 25 de octubre de 2021 fue de los primeros juegos lanzados en la app de juegos de Nintendo 64 disponible para Nintendo Switch Online + Expansion Pack.

## Personajes
- Mario - Balanceado
- Luigi - Balanceado
- Peach - Técnica
- Bebé Mario - Velocidad
- Yoshi - Velocidad
- Donkey Kong - Fuerza
- Paratroopa - Truco
- Wario - Fuerza
- Waluigi - Técnica
- Daisy - Técnica
- Toad - Técnica
- Birdo - Velocidad
- Bowser - Fuerza
- Boo - Truco

### Desbloqueables
- Donkey Kong Jr. - Fuerza, desbloqueado al ganar con cualquier personaje la "Star Cup" en Dobles.
- Shy Guy - Técnica, desbloqueado al ganar con cualquier personaje la "Star Cup" en Singles.

## Modos de juego

### Exhibición
Se puede jugar un partido en singles o dobles, ya sea al mejor de 1, 3 o 5 sets, al mejor de 2 o 6 games.

### Campeonato
Primero se juega la Mushroom Cup, que se juega en cemento outdoor o hard court. Al ganarla, se juega la Flower Cup, que se juega en arcilla. Y al ganar la Flower Cup, se juega la Star Cup, en césped.
En cada torneo el jugador juega 3 partidos: Los 2 primeros son a un set al mejor de 2 games, la final es al mejor de 3 sets, éstos al mejor de 2 games.

## Canchas
- Composition court o cemento indoor, con velocidad de pelota rapidísima y bote normal.
- Clay court o arcilla, con velocidad de pelota lenta y bote bajo.
- Grass court o césped, con velocidad de pelota rápida y bote bajo.
- Hard court o cemento outdoor, con velocidad de pelota normal y bote alto.

### Desbloqueables
- Mario Bros. Court, con velocidad de pelota rápida y bote bajo. Desbloqueada al ganar la "Mushroom Cup" con Mario en Singles.
- Donkey Kong Court, con velocidad de pelota rápida y bote altísimo. Desbloqueada al ganar la "Mushroom Cup" con Donkey Kong en Singles.
- Mario & Luigi Court, con velocidad de pelota rápida y bote normal. Desbloqueada al ganar la "Star Cup" con Mario en Dobles.
- Baby Mario & Yoshi Court, con velocidad de pelota rapidísima y bote bajo. Desbloqueada al ganar la "Mushroom Cup" con Yoshi en Singles.
- Yoshi & Birdo Court con velocidad y lenta y bote bajo. Se desbloquea al ganar la "Star Cup" con Birdo en Dobles.
- Wario & Waluigi Court con velocidad de pelota lenta y bote alto. Se desbloquea al ganar la "Star Cup" con Wario en Dobles.